# (468368) 2016 FV15
(468368) 2016 FV15 es un asteroide perteneciente al cinturón de asteroides, descubierto el 8 de octubre de 1996 por el equipo Spacewatch desde el Observatorio Nacional de Kitt Peak (Arizona, Estados Unidos).